# Sudan i olympiska sommarspelen 1960
Sudan deltog i de olympiska sommarspelen 1960 med en trupp bestående av tio deltagare, men ingen av dessa erövrade någon medalj.